# Costinha e o King Mong
Costinha e o King Mong é um filme brasileiro de 1977, com direção de Alcino Diniz. O filme é uma paródia do personagem King Kong feita para capitalizar a popularidade do Filme de 1976 com o mesmo nome.

## Sinopse
Três bandidos planejam capturar o King Mong, um gorila selvagem endeusado por uma tribo de homens-leopardos. Eles terão de enfrentar Costinha, o rei da Selva, seu ajudante, o menino Selvagem, e Jane, uma humana adorada pelo gorila. Uma confusão faz todos os selvagens serem sequestrados pelos bandidos e deportados para um circo do interior.

## Elenco
- Costinha - Rei da Selva
- Ferrugem - Menino Selvagem
- Wilza Carla - Rainha dos homens-leopardos
- Roberto Guilherme - chefe dos bandidos
- Ângelo Antônio - bandido
- Teobaldo - bandido
- Nídia de Paula - Jane
- Canarinho - guia turístico
- Adalberto Silva
- Hugo Bidet - Cientista (participação especial)
- Ione Silva
- Rodolfo Arena
- Jotta Barroso
- Leovegildo Cordeiro
- Wilson Grey
- Luiz Alves Pereira